# Hot Patootie – Bless My Soul
Hot Patootie – Bless My Soul ist der siebte Song im Soundtrack des Grusicals The Rocky Horror Picture Show. Das Lied wird in der Show von der Figur des Eddie, eines ehemaligen Lieferjungen, gesungen. Es drückt Eddies Liebe zum Samstag-Nacht-Leben, Rock ’n’ Roll und seiner ehemaligen Freundin aus. Ein Chor von Transsylvaniern singt dazu den Hintergrundgesang; im Bühnenstück nehmen Phantome diese Aufgabe wahr.
Eddie fährt auf seinem Motorrad aus einem überdimensionalen Kühlschrank zu Columbias Überraschung und Entzücken, während sich Dr. Frank N. Furter beschützend vor seine Kreatur Rocky stellt. Am Ende des Liedes wird Eddie von Dr. Frank N. Furter mit einem Pickel erschlagen. Ursprünglich war dieser Song für seinen Autor, Richard O’Brien, bestimmt. Jim Sharman überzeugte O’Brien jedoch, den Charakter Riff Raff statt Eddie zu spielen. Meat Loaf übernahm im Jahr 1974 die Rolle in der Bühnenproduktion in Los Angeles sowie in dem 1975 gedrehten Film.
Der Song wurde auch auf dem Album Live Around the World von Meat Loaf veröffentlicht. Coverversionen stammen von der kalifornischen Band The Phenomenauts und Brian May. Im Bühnenstück wird der Song auch unter dem Titel What Ever Happened to Saturday Night? geführt.